# جاك غريغوري (لاعب كرة قدم أمريكية)
جاك غريغوري (بالإنجليزية: Jack Gregory)‏ هو لاعب كرة قدم أمريكية أمريكي، ولد في 3 أكتوبر 1944 في أوكولونا في الولايات المتحدة، وتوفي في 2 مارس 2019.

## وصلات خارجية
- جاك غريغوري على موقع مرجع كرة القدم المحترفة.كوم (الإنجليزية)